# Marmanhac
Marmanhac [maʁmaɲak] est une commune française, située dans le département du Cantal en région Auvergne-Rhône-Alpes.

## Géographie
La commune de marmanhac, traversée par le 45e parallèle nord, est de ce fait située à égale distance du pôle Nord et de l'équateur terrestre (environ 5 000 km).
Commune située dans le Massif central et arrosée par l'Authre, et bordée au nord par son affluent, le ruisseau de Broussette.

### Communes limitrophes
Les communes limitrophes sont Girgols, Jussac, Laroquevieille, Saint-Cernin, Saint-Simon et Velzic.

### Climat
Pour des articles plus généraux, voir Climat d'Auvergne-Rhône-Alpes et Climat du Cantal.
En 2010, le climat de la commune est de type climat de montagne, selon une étude du CNRS s'appuyant sur une série de données couvrant la période 1971-2000. En 2020, Météo-France publie une typologie des climats de la France métropolitaine dans laquelle la commune est exposée à un climat de montagne ou de marges de montagne et est dans la région climatique  Ouest et nord-ouest du Massif Central, caractérisée par une pluviométrie annuelle de 900 à 1 500 mm, maximale en automne et en hiver. 
Pour la période 1971-2000, la température annuelle moyenne est de 9,5 °C, avec une amplitude thermique annuelle de 15,9 °C. Le cumul annuel moyen de précipitations est de 1 364 mm, avec 13,7 jours de précipitations en janvier et 8,4 jours en juillet. Pour la période 1991-2020, la température moyenne annuelle observée sur la station météorologique installée sur la commune est de 10,6 °C et le cumul annuel moyen de précipitations est de 1 461,7 mm,. Pour l'avenir, les paramètres climatiques de la commune estimés pour 2050 selon différents scénarios d'émission de gaz à effet de serre sont consultables sur un site dédié publié par Météo-France en novembre 2022.
| Mois                                  | jan.           | fév.         | mars          | avril         | mai           | juin          | jui.           | août         | sep.          | oct.          | nov.             | déc.           | année    |
| ------------------------------------- | -------------- | ------------ | ------------- | ------------- | ------------- | ------------- | -------------- | ------------ | ------------- | ------------- | ---------------- | -------------- | -------- |
| Température minimale moyenne (°C)     | −1,3           | −1,7         | 0,8           | 2,9           | 6,5           | 9,7           | 11,5           | 11,2         | 7,8           | 5,9           | 2                | −0,5           | 4,6      |
| Température moyenne (°C)              | 3,1            | 3,6          | 6,9           | 9,4           | 13,2          | 16,8          | 18,9           | 18,7         | 14,9          | 11,6          | 6,7              | 3,8            | 10,6     |
| Température maximale moyenne (°C)     | 7,5            | 9            | 13            | 15,8          | 19,9          | 23,9          | 26,2           | 26,3         | 22            | 17,2          | 11,3             | 8,1            | 16,7     |
| Record de froid (°C) date du record   | −27 09.01.1985 | −19 11.02.12 | −17 01.03.05  | −9 12.04.1986 | −4 01.05.1975 | −2 02.06.1975 | 0,5 04.07.1984 | 0 25.08.1969 | −4 27.09.1972 | −9 29.10.12   | −13,5 30.11.1978 | −18 03.12.1973 | −27 1985 |
| Record de chaleur (°C) date du record | 19 16.01.1993  | 25 27.02.19  | 25,5 14.03.12 | 29 09.04.11   | 32,8 21.05.22 | 40 29.06.19   | 39 24.07.19    | 39 04.08.03  | 33,5 05.09.06 | 31,5 01.10.23 | 25 07.11.15      | 19 19.12.15    | 40 2019  |
| Précipitations (mm)                   | 135,2          | 114,6        | 111           | 129,4         | 126,3         | 100,5         | 87,2           | 99,4         | 117,8         | 126           | 157,8            | 156,5          | 1 461,7  |

## Urbanisme

### Typologie
Au 1er janvier 2024, Marmanhac est catégorisée commune rurale à habitat dispersé, selon la nouvelle grille communale de densité à 7 niveaux définie par l'Insee en 2022.
Elle est située hors unité urbaine. Par ailleurs la commune fait partie de l'aire d'attraction d'Aurillac, dont elle est une commune de la couronne,. Cette aire, qui regroupe 85 communes, est catégorisée dans les aires de 50 000 à moins de 200 000 habitants,.

### Occupation des sols
L'occupation des sols de la commune, telle qu'elle ressort de la base de données européenne d’occupation biophysique des sols Corine Land Cover (CLC), est marquée par l'importance des territoires agricoles (79,9 % en 2018), en diminution par rapport à 1990 (82 %). La répartition détaillée en 2018 est la suivante : 
prairies (53,9 %), zones agricoles hétérogènes (26 %), forêts (14,2 %), zones urbanisées (3,4 %), milieux à végétation arbustive et/ou herbacée (1,4 %), zones industrielles ou commerciales et réseaux de communication (1 %). L'évolution de l’occupation des sols de la commune et de ses infrastructures peut être observée sur les différentes représentations cartographiques du territoire : la carte de Cassini (XVIIIe siècle), la carte d'état-major (1820-1866) et les cartes ou photos aériennes de l'IGN pour la période actuelle (1950 à aujourd'hui).

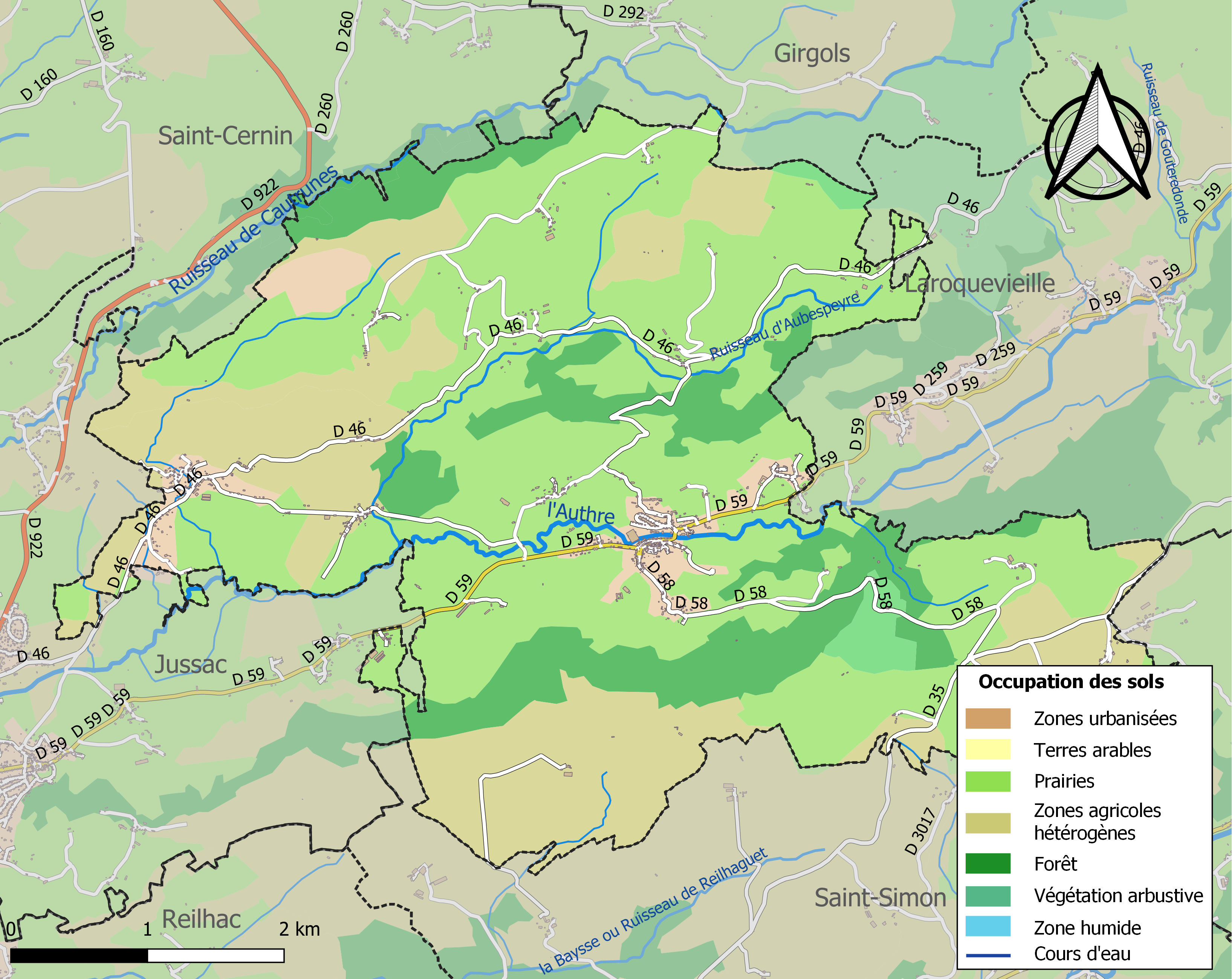
Carte des infrastructures et de l'occupation des sols de la commune en 2018 (CLC).

### Habitat et logement
En 2018, le nombre total de logements dans la commune était de 442, alors qu'il était de 433 en 2013 et de 427 en 2008.
Parmi ces logements, 73,2 % étaient des résidences principales, 15 % des résidences secondaires et 11,8 % des logements vacants. Ces logements étaient pour 92,9 % d'entre eux des maisons individuelles et pour 7,1 % des appartements.
Le tableau ci-dessous présente la typologie des logements à Marmanhac en 2018 en comparaison avec celle du Cantal et de la France entière. Une caractéristique marquante du parc de logements est ainsi une proportion de résidences secondaires et logements occasionnels (15 %) inférieure à celle du département (20,4 %) mais supérieure à celle de la France entière (9,7 %). Concernant le statut d'occupation de ces logements, 78,5 % des habitants de la commune sont propriétaires de leur logement (78,4 % en 2013), contre 70,4 % pour le Cantal et 57,5 pour la France entière.
| Typologie                                               | Marmanhac | Cantal | France entière |
| ------------------------------------------------------- | --------- | ------ | -------------- |
| Résidences principales (en %)                           | 73,2      | 67,7   | 82,1           |
| Résidences secondaires et logements occasionnels (en %) | 15        | 20,4   | 9,7            |
| Logements vacants (en %)                                | 11,8      | 11,9   | 8,2            |

## Toponymie
Marmanhac vient du latin Marcomannusiacum signifiant le domaine de Marcomannus démontrant ainsi la présence d'un apport germanique, et plus particulièrement marcoman lors des grandes invasions aux alentours du Ve siècle.

## Histoire
Marmanhac semble être le point de départ du mouvement migratoire de marchands chaudronniers ambulants vers la Bretagne au XVIIe siècle, mouvement qui s'est poursuivi pendant deux siècles. Parmi les migrants qui ont fait souche en Bretagne, on relève les patronymes suivants : Laparra, Cibeau, Delpuech, Lafond, Caissac, Gimel, Delbos, Devals, Degoul, Daguzon, Conrier, Larroumets, Lasfargues, Lasgouttes, etc. Pour en savoir plus, lire : Nos ancêtres auvergnats, l'immigration auvergnate en Bretagne, Serge Duigou, Éditions Ressac, Quimper, 2004.

## Politique et administration
| Période                                  | Période      | Identité                                    | Étiquette | Qualité       |
| ---------------------------------------- | ------------ | ------------------------------------------- | --------- | ------------- |
| Les données manquantes sont à compléter. |              |                                             |           |               |
| 1981                                     | 2002         | Félix VERDIER                               |           |               |
| 1808                                     | 1812         | Guillaume Delsol                            |           |               |
| 1813                                     | 1815         | Jean-Joseph Béral de Sedaiges               |           | Officier      |
| 1815                                     | 1815         | Pierre Pichot-Duclos né de parents inconnus |           |               |
| 1815                                     | 1830         | Jean-Joseph Béral de Sedaiges               |           | Officier      |
| 1830                                     | 1848         | Laurent-Louis Laparra (1800-1855)           |           |               |
| 1856                                     | 1870         | Louis-Frédéric Laparra (1831-)              |           | Notaire       |
| 1874                                     | 1876         | Georges Fumel de Sedaiges                   |           |               |
| 1876                                     | 1889         | Antoine Roques                              |           |               |
| mars 2001                                | février 2012 | Laurent Tellier                             |           |               |
| février 2012                             | 2020         | Roger Mauré                                 | DVD       | Fonctionnaire |
| 2020                                     | En cours     | Michel Cosnier                              |           |               |

## Démographie
L'évolution du nombre d'habitants est connue à travers les recensements de la population effectués dans la commune depuis 1793. Pour les communes de moins de 10 000 habitants, une enquête de recensement portant sur toute la population est réalisée tous les cinq ans, les populations de référence des années intermédiaires étant quant à elles estimées par interpolation ou extrapolation. Pour la commune, le premier recensement exhaustif entrant dans le cadre du nouveau dispositif a été réalisé en 2007.

En 2022, la commune comptait 686 habitants, en évolution de −4,85 % par rapport à 2016 (Cantal : −1,08 %, France hors Mayotte : +2,11 %).
| 1793  | 1800  | 1806  | 1821  | 1831  | 1836  | 1841  | 1846  | 1851  |
| ----- | ----- | ----- | ----- | ----- | ----- | ----- | ----- | ----- |
| 2 050 | 1 893 | 1 890 | 1 939 | 2 050 | 2 001 | 2 000 | 1 941 | 1 878 |

| 1856  | 1861  | 1866  | 1872  | 1876  | 1881  | 1886  | 1891  | 1896  |
| ----- | ----- | ----- | ----- | ----- | ----- | ----- | ----- | ----- |
| 1 804 | 1 712 | 1 670 | 1 752 | 1 557 | 1 506 | 1 401 | 1 348 | 1 304 |

| 1901  | 1906  | 1911  | 1921  | 1926  | 1931  | 1936 | 1946 | 1954 |
| ----- | ----- | ----- | ----- | ----- | ----- | ---- | ---- | ---- |
| 1 354 | 1 319 | 1 324 | 1 042 | 1 002 | 1 000 | 899  | 848  | 831  |

| 1962 | 1968 | 1975 | 1982 | 1990 | 1999 | 2006 | 2007 | 2012 |
| ---- | ---- | ---- | ---- | ---- | ---- | ---- | ---- | ---- |
| 841  | 863  | 890  | 789  | 749  | 706  | 723  | 725  | 711  |

| 2017 | 2022 | - | - | - | - | - | - | - |
| ---- | ---- | - | - | - | - | - | - | - |
| 730  | 686  | - | - | - | - | - | - | - |

## Culture locale et patrimoine

### Lieux et monuments
- Église Saint-Saturnin de Marmanhac.
- Maison Pradelle.
- Château d'Estang.
- Château de Sedaiges.
- Château de La Voulte.
- Château de Broise.
- table d'orientation à Alquier (977 mètres), panorama sur le massif cantalien

Le Prix Jean-Cibié
Décerné à La Bessouille par jean Cibié (1899-1971)
1952 : Yvan GERMAIN, Chants païens et l’invincible espoir
1953 : Jean ARSAC, Au caprice des dieux, poèmes
1954 : Abbé Antoine TRIN, les cloches du Cantal[1]
1955 : Jean SIQUIER, Cantal, mon beau pays, prix de l’Académie Française
1956 : Alfred PRODY, Les chants perdus
1957 : Gérard MOURGUE, château fer
1958 : Marie-Aimée MERAVILLE, Contes d’Auvergne
1959 : Pierre-Abel HAUVETTE, poèmes susceptibles
1960 : Henri-L. MONTAIGUT, le taureau rouge
1961 : Jean ANGLADE, le péché d’écarlate
1962 : Lucien GACHON, Henri Couttebel
1963 : Jean MONTAURIER, Comme à travers le feu
1964 : Olivier ALLE, Printemps lozérien
1965 : René SERRE, Souvenirs
1966 : Nicole CHAVINIER, et la mer paraît
1967 : René BOUSCAYROL & Marcel LAURENT, les perdrix d’Amable Faucon : du fabliau au conte en patois limagnien
1970 : Jean-Marie ANDRAL, sillage
[1]Dans « Chroniques de la Montagne 1952-1961 », Alexandre Vialatte annonce que le Prix Jean-Cibié,1954 a été attribué à Anne-Marie de Backer (1908-1987), pour  la Dame du Cygne Noir.

### Prix Littéraire du Château de Sédaiges
Créé en 2022 pour poursuivre le Prix Jean-Cibié, décerné de 1952 à 1970 à La Bessouille, chez Jean Cibié, puis de 1983 à 1998 à Aurillac, tous les deux ans et tombé dans l'oubli, le Prix du Château de Sédaiges a relevé le défi en 2022, sous la Présidence d'Honneur de Benoît Duteurtre, en couronnant en 
2022 Gwenaël Bulteau pour son livre La République des Faibles, éditions La Manufacture de Livres,  
2023 Gaëlle Josse, pour La Nuit des Pères, édition Notablia. 
2024: Clara Arnaud pour Et vous passerez comme des vents fous, Actes Sud

### Personnalités liées à la commune
- Frédéric François-Marsal (1874-1958), ministre des Finances, habitait à La Voulte.
- Fernand Prax, poète et  félibre, né à Mézergues de Marmanhac en 1890. La Vallée des poètes lui a rendu hommage le 8 juillet 2001.
- Hugues Croizet, 1752-1831, Député du Cantal 1815-1816 puis 1820 à 1830, avait une propriété à Entre Deux Rieux
- Louis Ramondou (dit Pierre), 1860-1912, Secrétaire Général de la Présidence de la République, Armand Fallières étant Prédisent, avait la propriété du Château du Fau

### Héraldique
|  | Les armes de la commune se blasonnent ainsi : D’azur à la main dextre appaumée d’argent. |